# Кондак
Кондак (от гръцки κοντάκιον) – песнопение, част от византийската химнография и източноправославното богослужение. Представлява своеобразна проповед с библейски сюжет в стихове, изпята от амвона след прочитането на евангелския текст по време на утренята. Названието идва от късата пръчка, около която навивали свитъка (от kontax – палка). Кондак се наричат също строфите на акатиста.

## 5 – 7 век
Като песнопение кондакът се появява през 5 век в Сирия, но получава окончателната си форма по-късно в Константинопол. Превръща се в основен жанр на ранновизантийската химнография. Първият кондак е създаден от Роман Сладкопевец (6 век) – сириец по произход, певец в катедралата „Света София“ в Константинопол. Структурата на кондаците, написани от него са близки до тази на проповедите на Василий Селевкийски. Според преданието кондакът бил изпят по особено небесно вдъхновение (това е кондакът за Рождество Христово „Дева днес“). В гръцкия Кондакарий от 12-13 век по ръкопис № 437 от Московската синодална библиотека, към този кондак са добавени 24 икоса със заключението, което е в кондака: „Отроча младо превечний Бог“, имащо акростих: „на смирения Роман химн“); числото 24 отговаря на количеството на буквите в гръцката азбука, има съответствие с Псалом 118, състоящ се от 22 отдела, отговарящи на 22 букви в еврейската азбука. Освен кондака и икоси за Рождество Христово такива песни с името на Роман в акростих са запазени и за други празници.
До появата на каноните през 8 век кондакът заема изключително място в богослужението на Източната църква и представлява самостоятелно поетично произведение. Класическата му форма в древността представлявал една обща идея, развита в повече от двадесет строфи (обикновено между 18 и 30).

## След 8 век
От края на 8 век започва постепенното изместване на кондака от новата богослужебна химнографска форма – канона. В съвременната си форма кондакът малко се различава от тропара. В действителност това е само първата от трите части на древния кондак, която разкрива само основната му тема. Единственият пълен кондак е съхранен в чина на погребение на свещеник.